# Teorias conspiratórias sobre UFO
Teorias conspiratórias sobre UFOs são um subconjunto de teorias da conspiração que alegam que vários governos e políticos ao redor do mundo, em particular o governo dos Estados Unidos,  estão suprimindo evidências de que os objetos voadores não identificados são controlados por uma inteligência nao humana, ou construídos por tecnologia  extraterrestre. Tais teorias geralmente argumentam que os governos da Terra estão em comunicação e/ou cooperação com visitantes extraterrestres, e ainda  que os governos estão permitindo explicitamente a abdução alienígena. 
Várias teorias de conspiração sobre UFOs floresceram na internet e foram frequentemente apresentadas na programa de Art Bell, Coast to Coast AM. 
Indivíduos publicamente afirmado que as provas de OVNIs estavam sendo suprimidas incluem o senador Barry Goldwater, o almirante Lord Hill-Norton (ex-chefe da OTAN e chefe do Estado-Maior da Defesa britânica), brigadeiro-general Arthur Exon (ex-comandante da Wright-Patterson Air Force Base), vice-almirante Roscoe H. Hillenkoetter (primeiro diretor da CIA), os astronautas Gordon Cooper e Edgar Mitchell, e o ex-ministro da Defesa do Canadá, Paul Hellyer. Além de seus testemunhos e relatos, nenhuma evidência que justifique foi apresentada para apoiar as suas afirmações e conclusões. De acordo com o Comitê para a Investigação Cética pouca ou nenhuma evidência existe para apoiá-los, apesar de pesquisa significativa sobre o assunto por agências científicas não-governamentais.